# Huangyuania
Huangyuania is een geslacht van spinnen uit de  familie van de Agelenidae (trechterspinnen).

## Soort
- Huangyuania tibetana Hu & Li, 1987